# Papyri de Ravenne
 (septembre 2022).
Les papyri de Ravenne, ou les papyrus de Ravenne, sont les documents de papyrus latins tardifs survivants de la chancellerie de l'archidiocèse de Ravenne. Ce sont des documents d'archives, non des textes littéraires, et concernent principalement l'administration des terres ecclésiastiques et la préservation des privilèges ecclésiastiques. La plupart des documents proviennent de la chancellerie de Ravenne, mais certains y sont envoyés d'ailleurs en Italie, comme Rome ou Syracuse.
Les papyrus latins d'Europe occidentale sont rares et les premiers paléographes étaient très intéressés par les exemples de Ravenna. Ils constituent une source importante de procédure judiciaire dans l'Antiquité tardive et dans l'exarchat de Ravenne. Ils illustrent également l'évolution du latin tardif et de la cursive romaine tardive.
Les documents comprennent les testaments, les dons aux églises et aux monastères, les baux héréditaires des terres de l'église et les ventes de terres de l'église. Une soixantaine de textes proviennent de 445 au milieu du VIIe siècle, le dernier de ce premier groupe étant diversement daté de 642/3 ou 665/6. Un ensemble tardif de textes des IXe et Xe siècles existe également, mais est nettement moins bien étudié.